# Almacén A. D. German

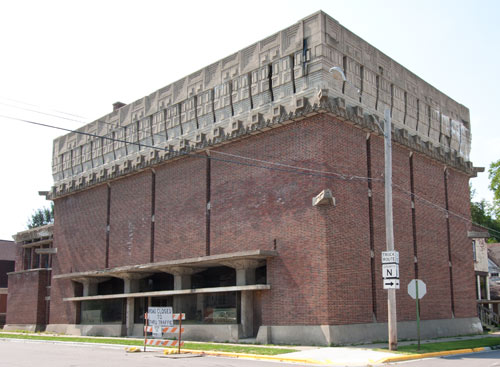
Almacén A. D. German

El Almacén A. D. German es una obra de Frank Lloyd Wright la cual fue construida en Richland Center, Wisconsin en 1921 bajo el estilo Revival Maya. F. L. Wright nació en Richland Center en 1867.
Más tarde, el edificio albergó una tienda de regalos, un salón de té, una galería de arte y al mismo Museo Frank Lloyd Wright. Actualmente no se encuentra abierto al públicoy es administrado por A. D. German Warehouse Conservancy.

## Galería

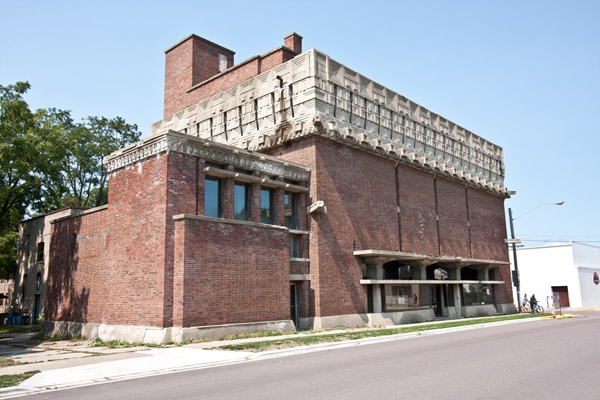
Vista desde el sureste
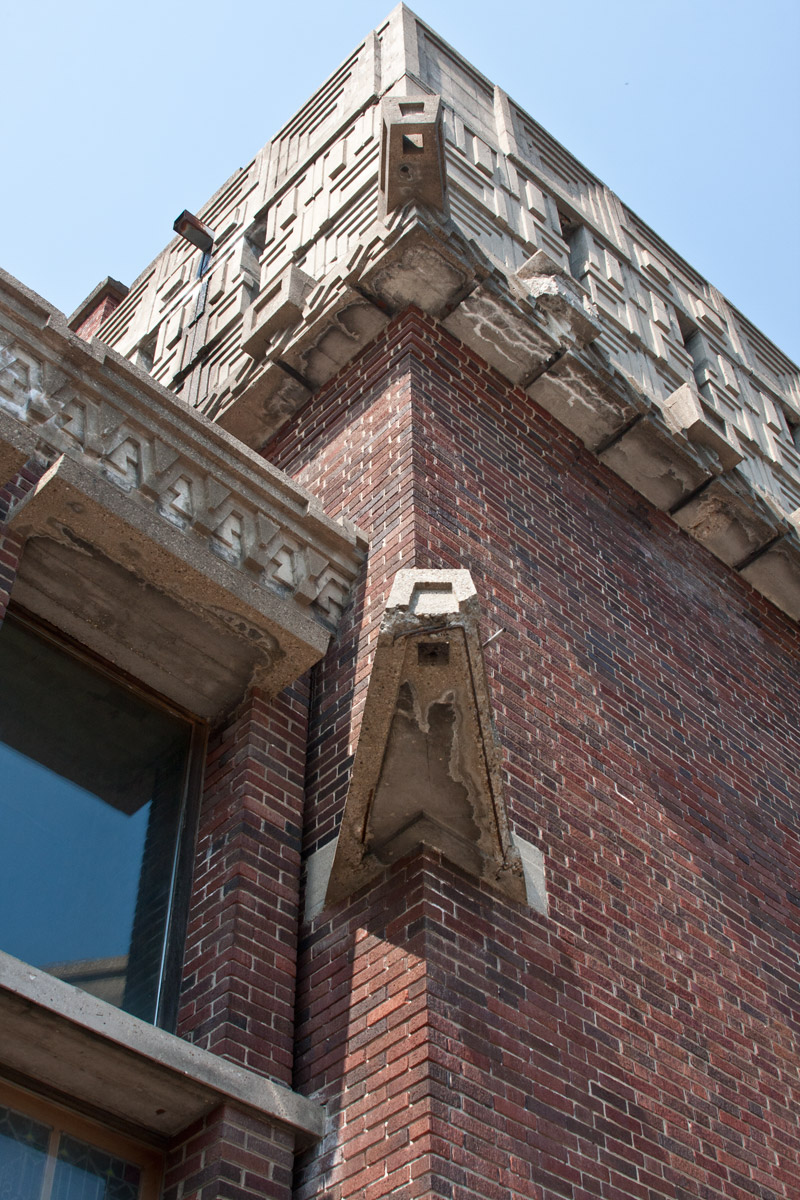
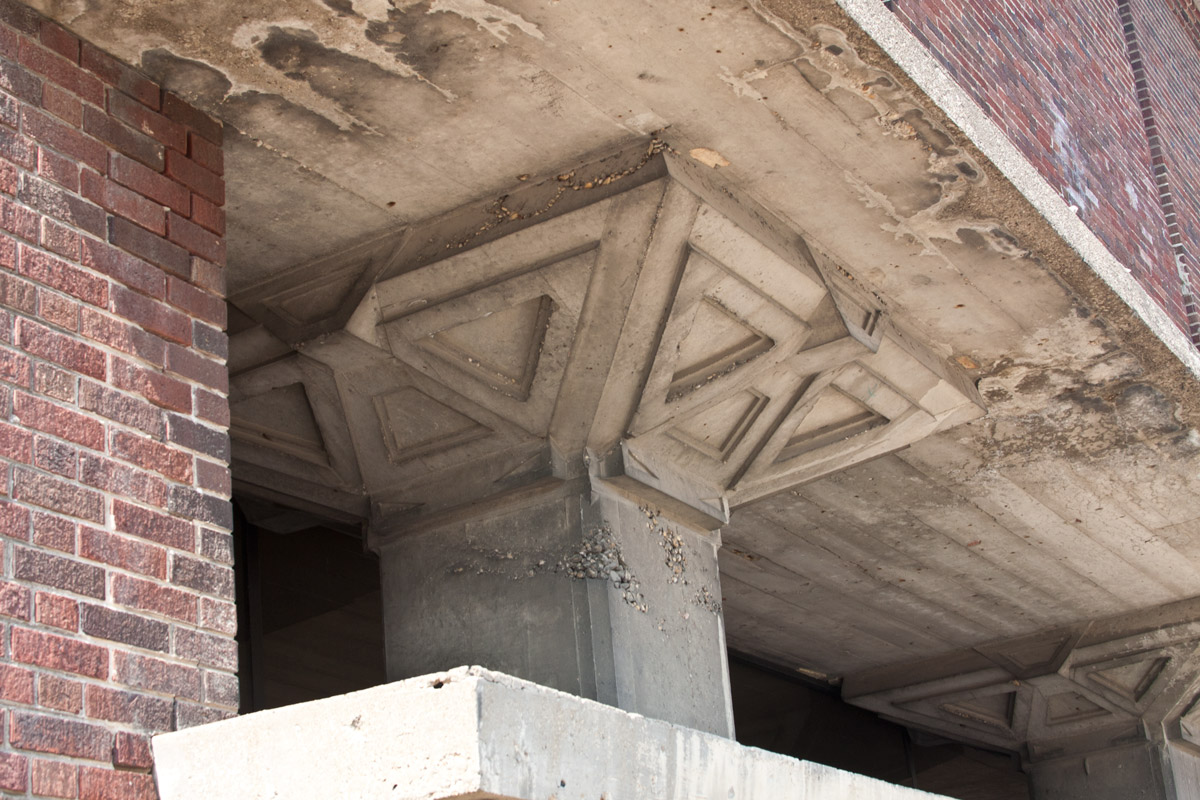
Detalle de columna
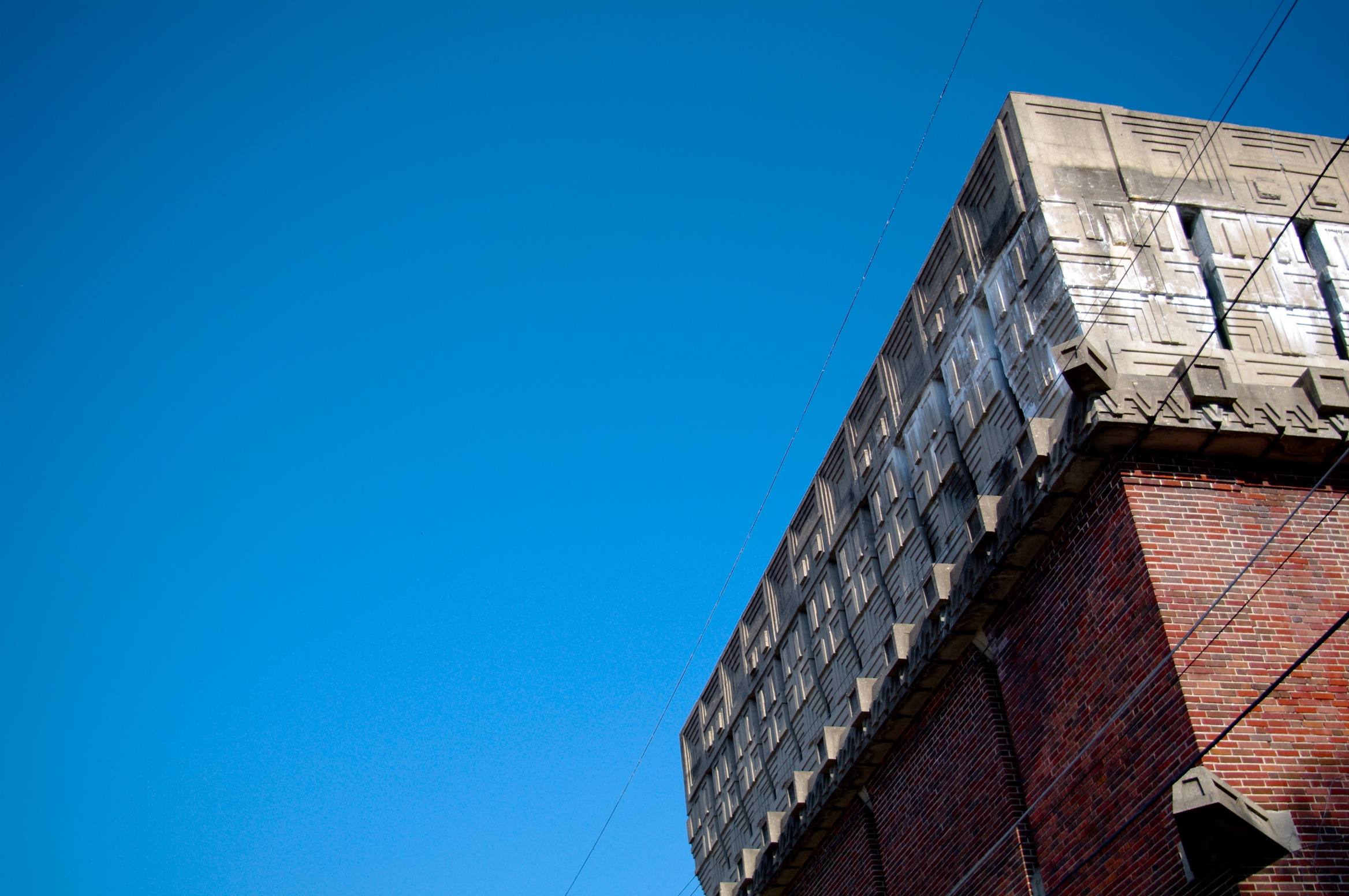
Detalle de cubierta
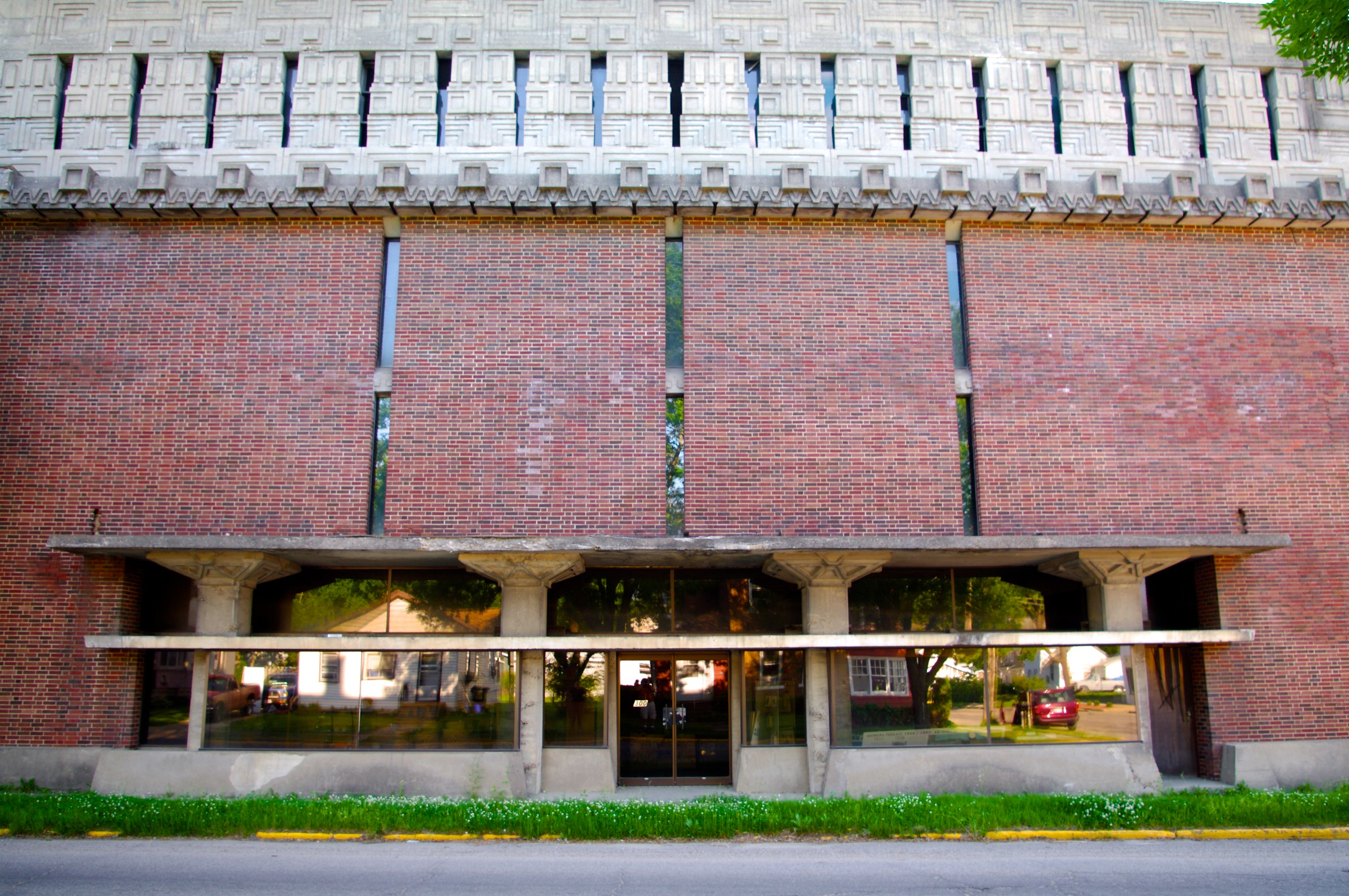